# Pupilla pupula
Pupilla pupula es una especie de molusco gasterópodo de la familia Pupillidae en el orden de los Stylommatophora.

## Distribución geográfica
Es  endémica de la Isla Reunión.   